# Schwarzwaldsiedlung

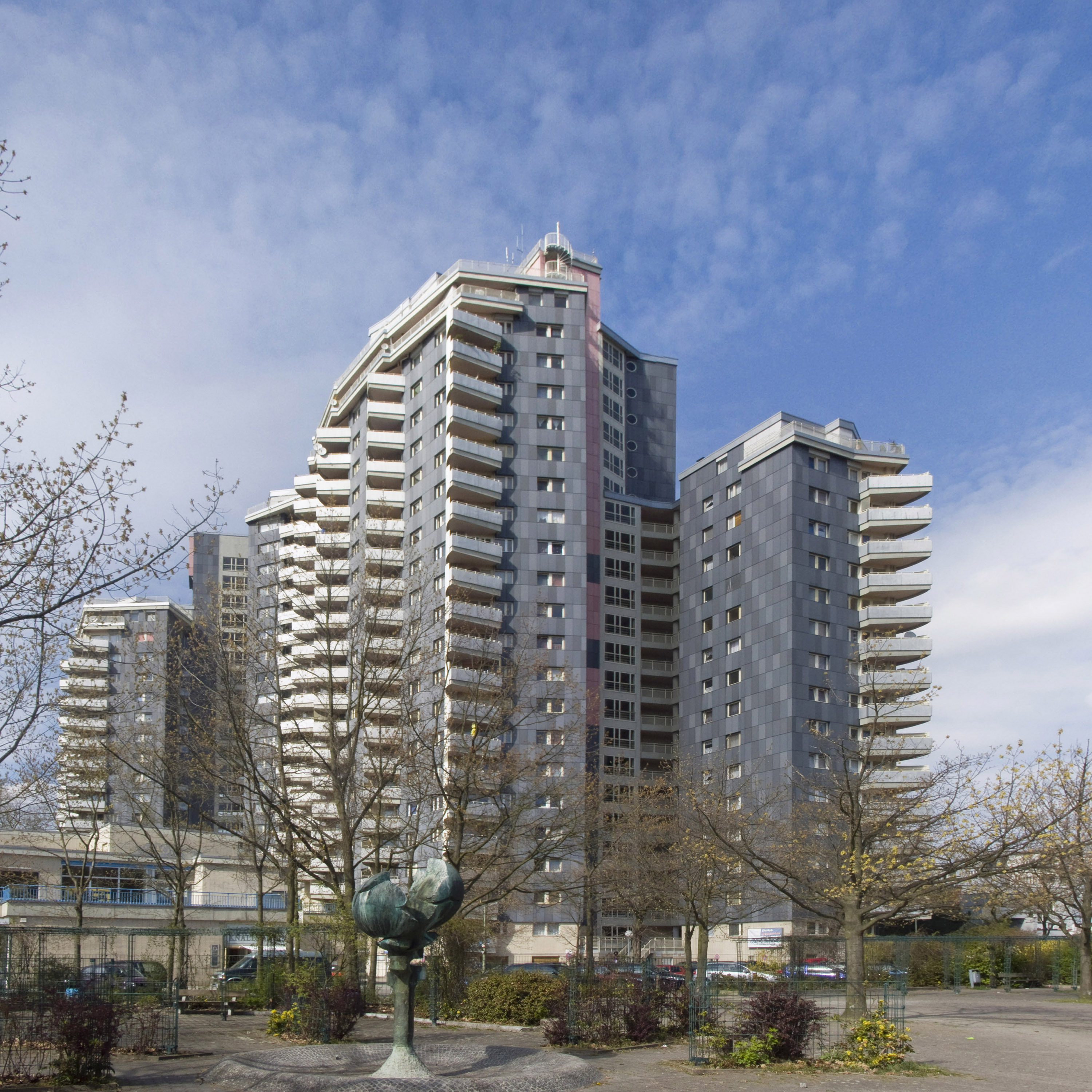
Wohnhochhaus Zabel-Krüger-Damm von Hans Scharoun, 1969–1971

Die Schwarzwaldsiedlung ist eine Großsiedlung im Berliner Ortsteil Waidmannslust des Bezirks Reinickendorf.

## Name
Die Siedlung wird entweder als Schwarzwaldsiedlung oder Rollberge-Siedlung bezeichnet. Alternative Schreibweisen sind Schwarzwald-Siedlung und Rollbergesiedlung. Aufgrund ähnlicher Namen besteht eine Verwechslungsgefahr mit der Rollbergsiedlung (auch: Rollbergviertel) in Berlin-Neukölln. Ein anderer Name lautet Quartier Titiseestraße.
Ab 1938 wurden sukzessive Straßen und Wege in der Gegend nach Orten im Schwarzwald benannt, darunter etwa die Titiseestraße, der Nagolder Pfad und die Pforzheimer Straße. Die Gründe für die Auswahl sind unklar.

## Beschreibung
Räumlich begrenzt wird die Schwarzwaldsiedlung von Zabel-Krüger-Damm im Norden und durch die Schluchseestraße im Süden und Westen. Die östliche Grenze ist ein Fußweg parallel zum Öschelbronner Weg. Die Siedlung befindet sich in unmittelbarer Nähe zum Märkischen Viertel. Die Schwarzwaldsiedlung entstand zeitgleich mit dem Märkischen Viertel, war allerdings ein eigenes Bauvorhaben. Träger war die damals noch gemeinnützige Wohnungsbaugenossenschaft GSW. Planung und Bau dauerten von 1962 bis 1972. Die Entwürfe der Wohnbauten stammten von Gerd und Magdalena Hänska zusammen mit Peter Brinkert, Jan und Rolf Rave sowie von Josef Paul Kleihues und Heiner Moldenschardt. Ein städtebaulicher Höhepunkt ist das denkmalgeschützte Wohnhochhaus von Hans Scharoun am Zabel-Krüger-Damm. Westlich neben dem Scharoun-Hochhaus stehen zwei Wohnzeilen entlang des Zabel-Krüger-Damms, die von der Bauabteilung der GSW entworfen wurden. Nördlich der Titiseestraße stehen drei hofartige Strukturen, jeweils geöffnet zur Titiseestraße und geschlossen nach Norden. Diese drei Wohnhöfe wurden jeweils von zwei Büros entworfen. Die jeweils westlichen Hälften der Hofstrukturen wurden nach Plänen von Josef Kleihues/Heiner Moldenschardt gebaut, die jeweils östlichen Hälften nach Plänen von Jan und Rolf Rave. Zwischen Titiseestraße und Schluchseestraße befindet, sich ein Bereich, der in einem Bogen verläuft. Auf diesem bananenförmigen Stück stehen (von Westen nach Osten) die Bauten von Gerd und Magdalena Hänska/Peter Brinkert, daneben die Bauten von Bernhard Binder und östlich abschließend eine Hochhausscheibe von Düttmann-Mitarbeiter Dieter Fischbach.
An der Waldshuter Zeile liegt der zentrale Platz der Siedlung. Dort befinden sich eine Einkaufszeile, Bauten des Evangelischen Kirchenkreis Reinickendorf, eine Kindertagesstätte sowie die Grundschule in den Rollbergen. Auf diesem Marktplatz steht die Bronzeplastik Gespaltene Kugel (1976) des Bildhauers Paul Brandenburg.

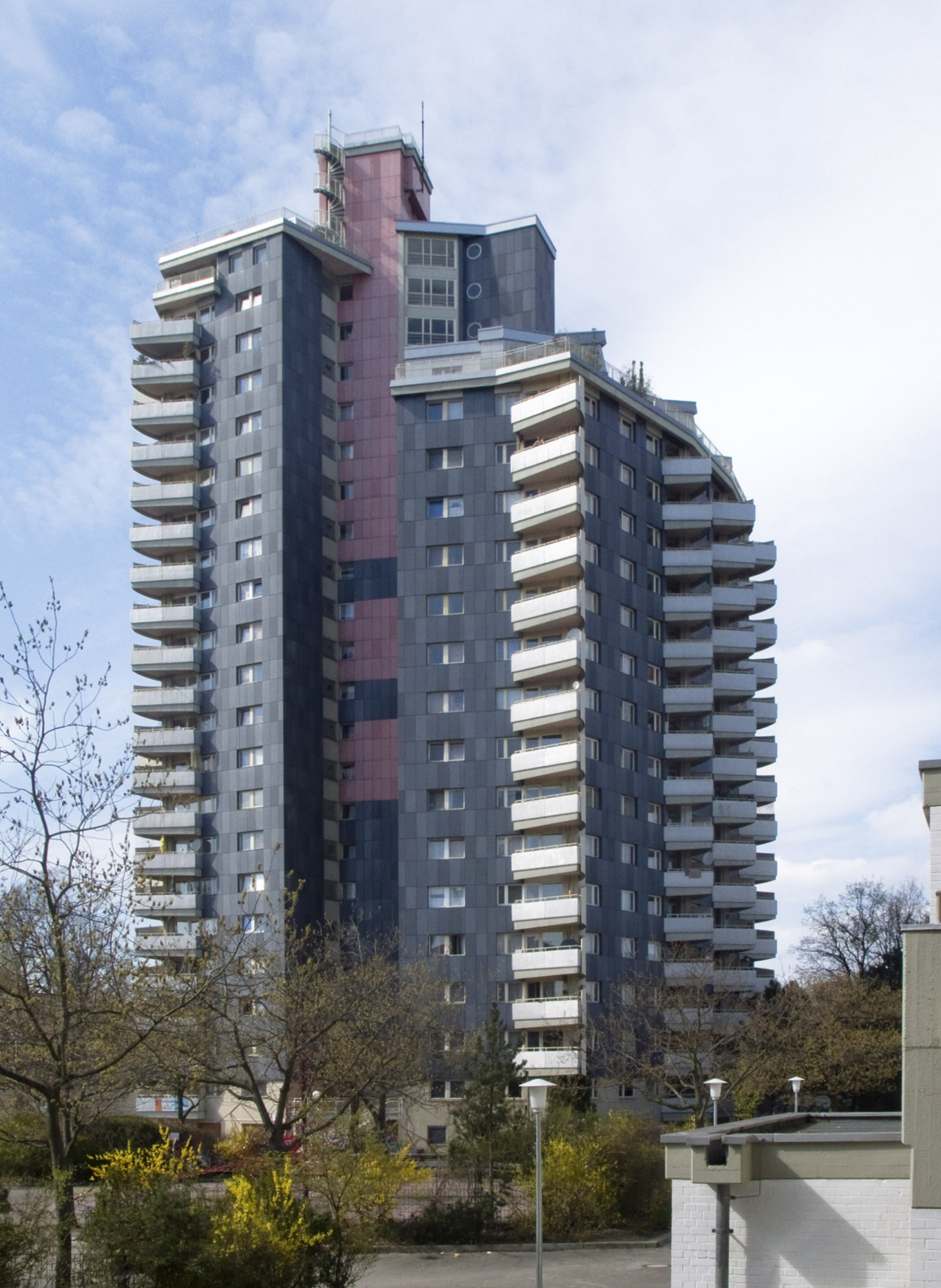
Wohnhochhaus Zabel-Krüger-Damm von Hans Scharoun
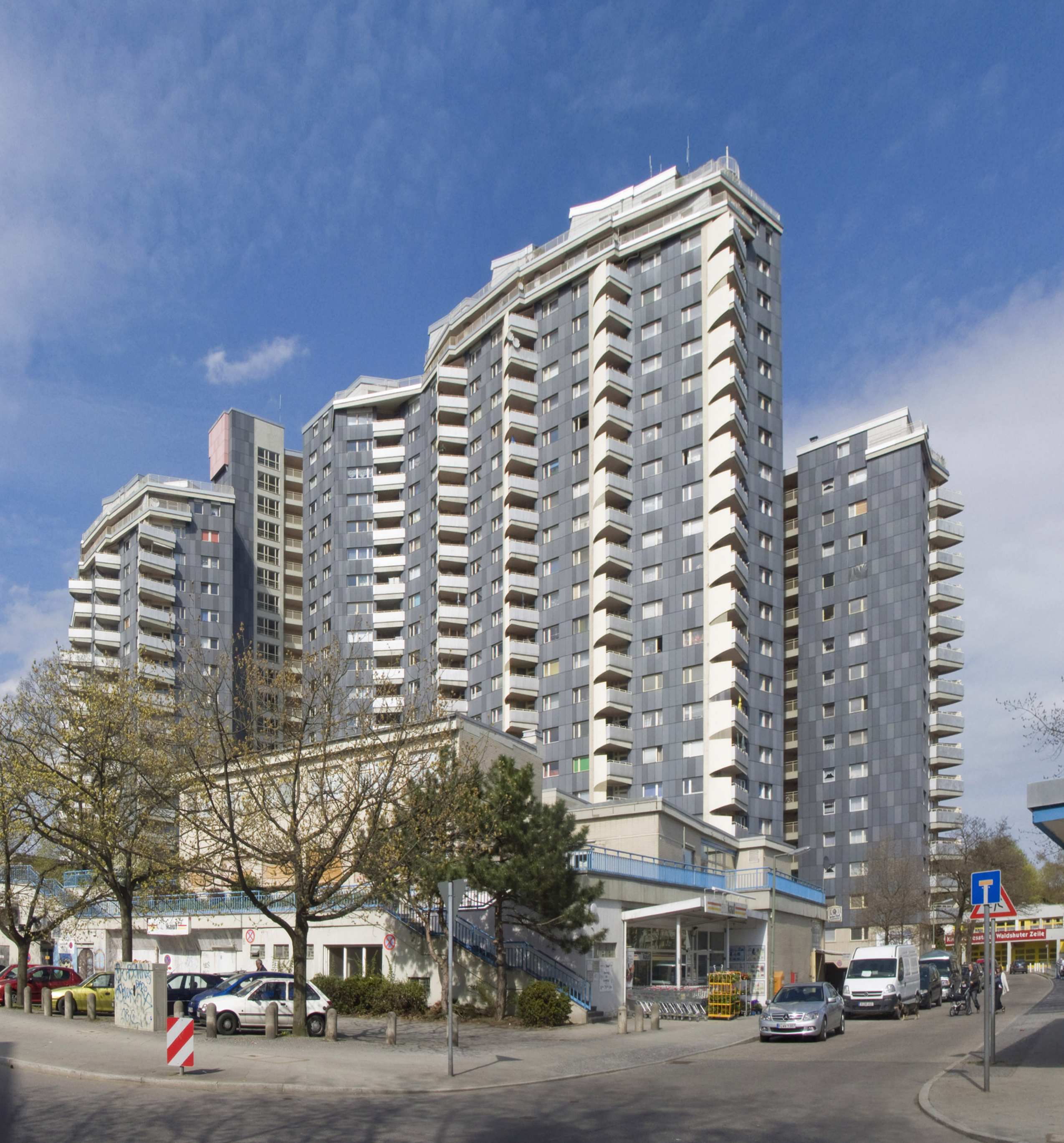
Wohnhochhaus Zabel-Krüger-Damm von Hans Scharoun
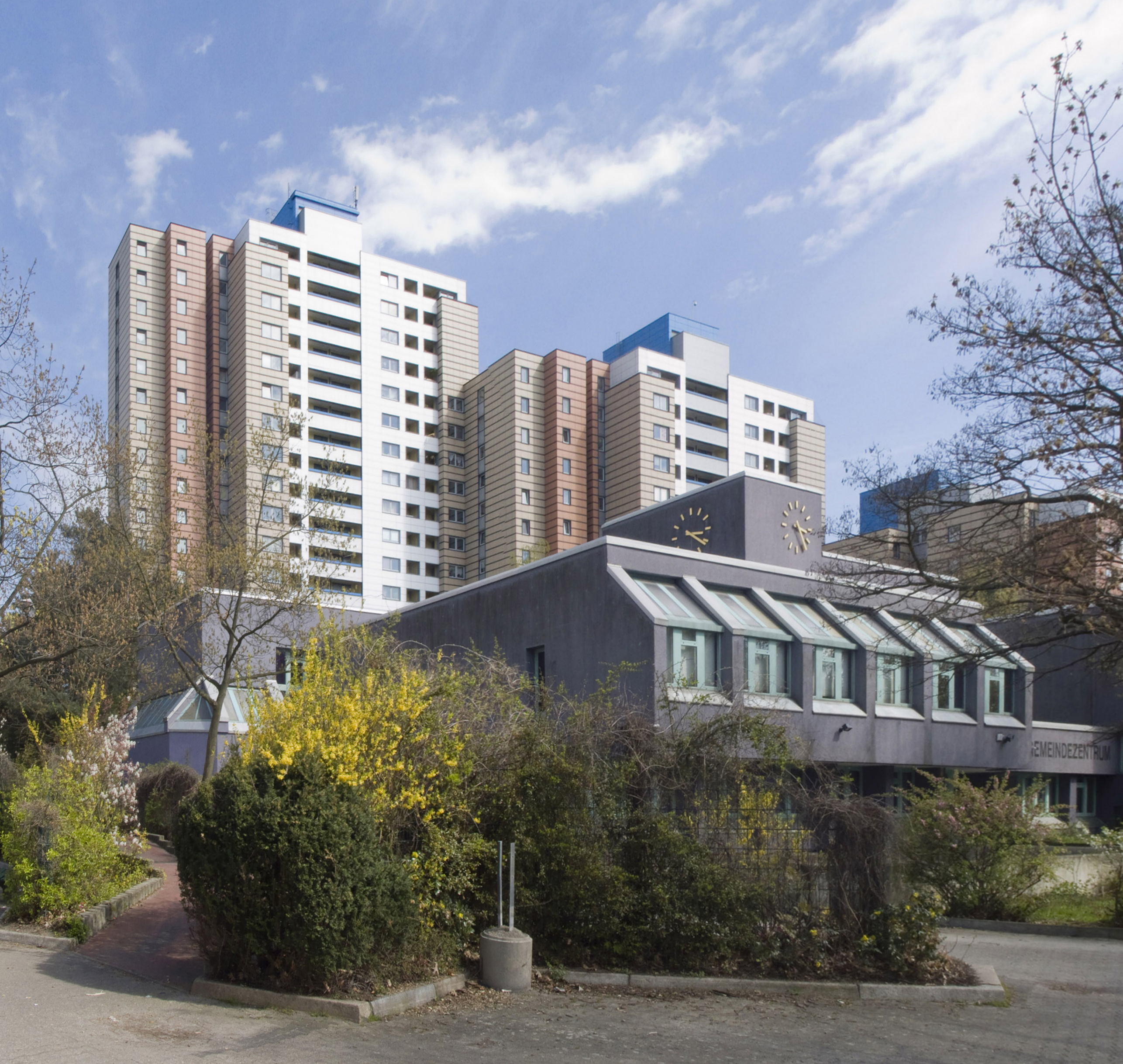
Waldshuter Zeile, Hochhäuser von Dieter Fischbach
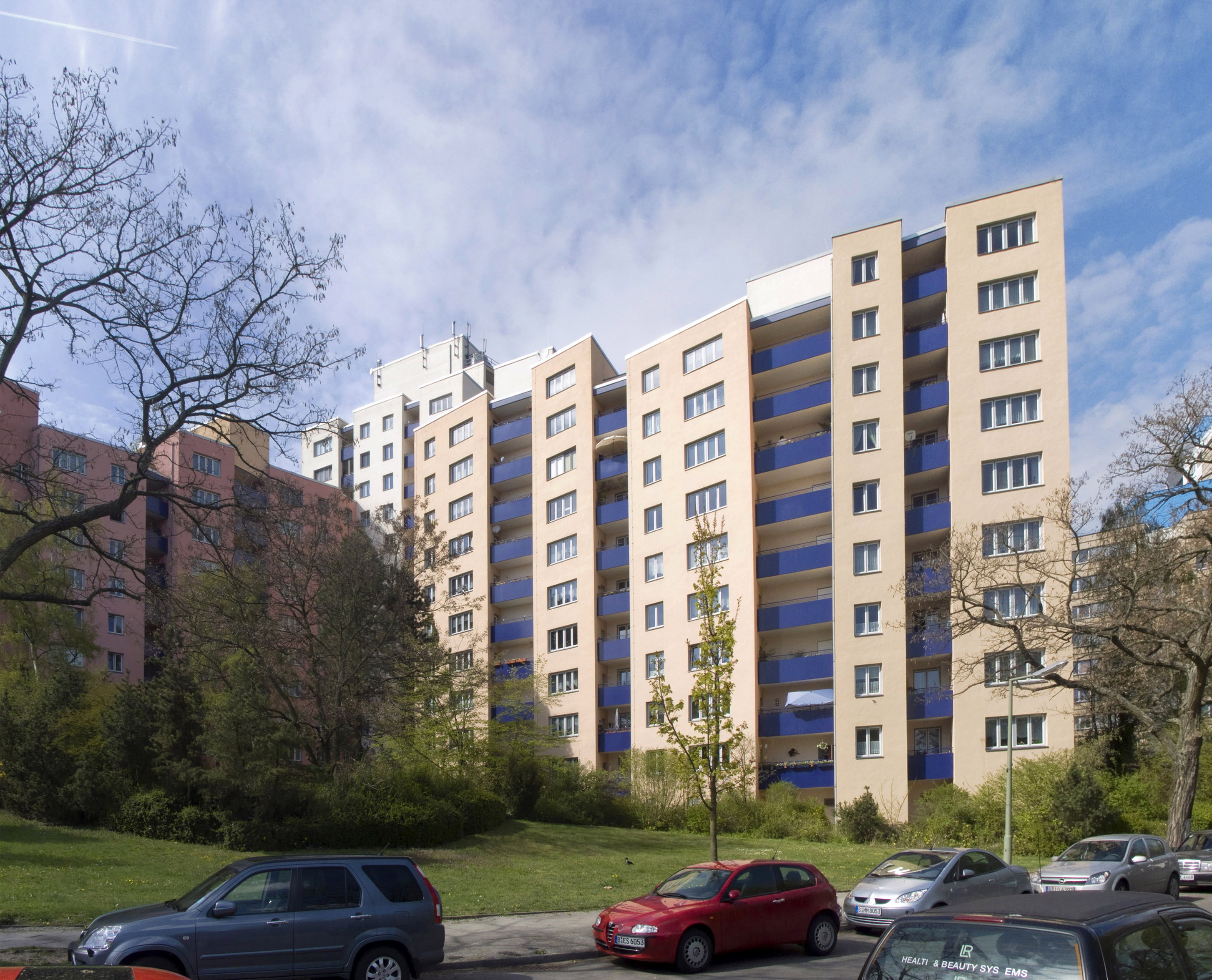
Wohnbebauung Schluchseestraße von Bernhard Binder
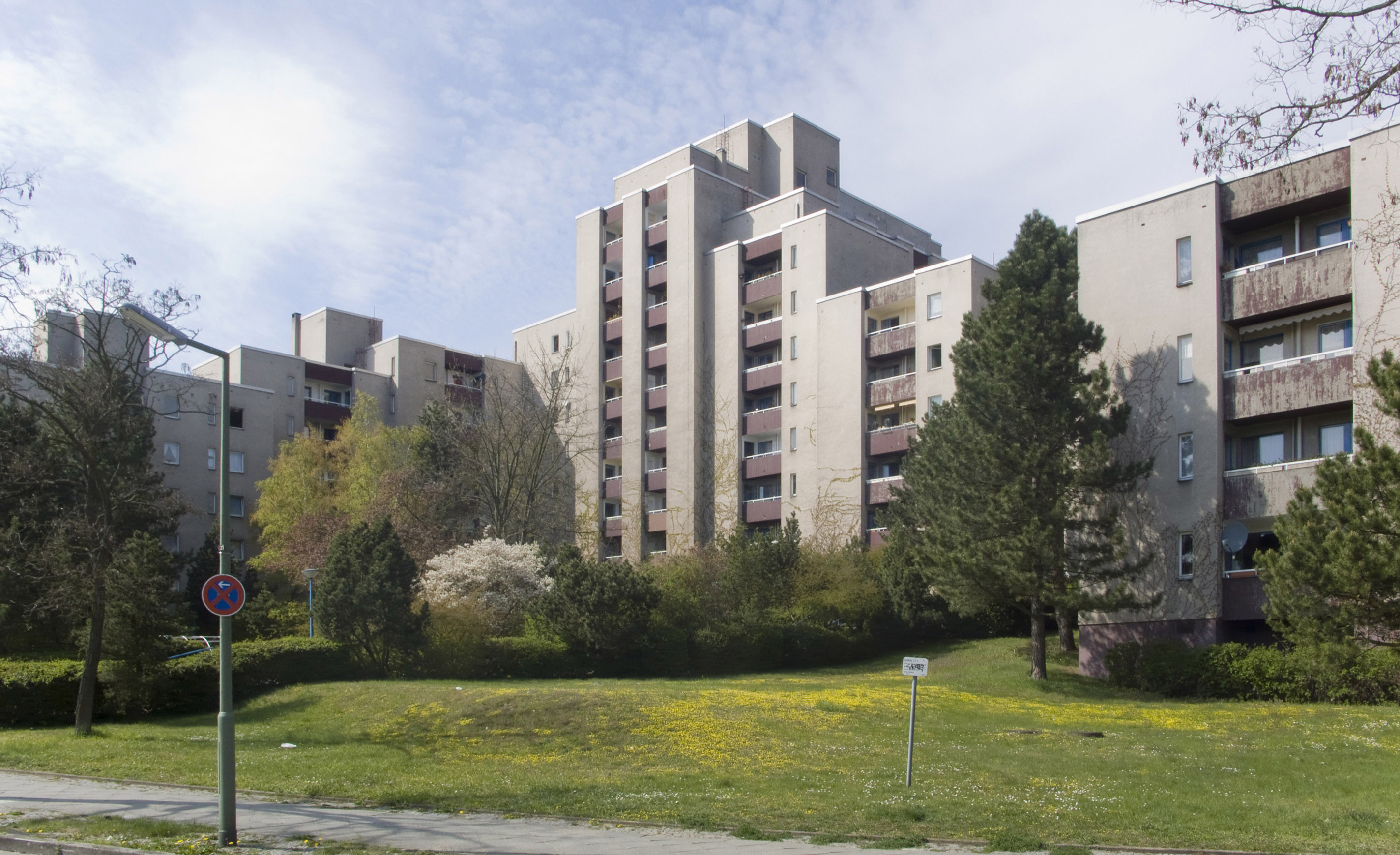
Wohnbebauung Schluchseestraße von Gerd Hänska, Magdalena Hänska und Peter Brinkert